# Бех (Люксембург)
Бех (Люксембург) (люкс. Bech, фр. Bech) — коммуна в Люксембурге, располагается в округе Гревенмахер. Коммуна Бех (Люксембург) является частью кантона Эхтернах. В коммуне находится одноимённый населённый пункт.
Население составляет 971 человек (на 2008 год), в коммуне располагаются 355 домашних хозяйств. Занимает площадь 23,31 км² (по занимаемой площади 37 место из 116 коммун). Наивысшая точка коммуны над уровнем моря составляет 408 м (51 место из 116 коммун), наименьшая — 261 м (71 место из 116 коммун).

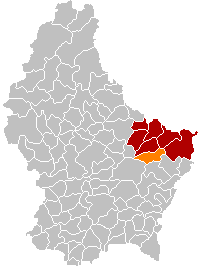
Оранжевый цвет — коммуна Бех (Люксембург), красный — кантон Эхтернах.